# Sardegna Semidano
Mit der Bezeichnung Sardegna Semidano DOC werden Weißweine, Schaumweine sowie ein Passito auf der italienischen Insel Sardinien erzeugt. Die Weine verfügen seit 1995 über eine „kontrollierte Herkunftsbezeichnung“ (Denominazione di origine controllata – DOC), die zuletzt am 7. März 2014 aktualisiert wurde.

## Anbau
Die Weine können auf der gesamten Insel erzeugt werden. Es gibt noch eine Unterzone (sottozona) namens „Mogoro“. Wenn der Sardegna Semidano südlich von Oristano aus der namensgebenden Gemeinde Mogoro oder den Gemeinden Baressa, Gonnoscodina, Gonnostramatza, Masullas, Pompu, Simala, Siris und Urasin der Provinz Oristano oder aus den drei Gemeinden Collinas, Sardara und Villanovaforru in der Provinz Cagliari stammt, darf der Name „Mogoro“ am Etikett angeführt werden. Es handelt sich dabei um eine Unterzone, die das Kerngebiet des Anbaus der Semidano-Rebe darstellt.
Das tatsächliche Anbaugebiet ist sehr klein und die erzeugten Mengen sind gering.

## Erzeugung
Diese Weine werden aus der Rebsorte Semidano in mehreren Typen erzeugt:
- Sardegna Semidano: Bei der Standardqualität handelt es sich um gelegentlich trockene, meist aber um liebliche Weine. Seit der Gründung der DOC wurden aber erhebliche Qualitätsverbesserungen im Anbau der Semidano erzielt. Unter anderem wurde die Reberziehungsmethoden verfeinert.
- Sardegna Semidano Mogoro: Ein weicher, schmackhafter, frischer Wein
- Sardegna Semidano Superiore: Eine Standardversion, bei der der Alkoholgehalt bei über 13 Vol.-% liegt.
- Sardegna Semidano Passito: Es handelt sich bei dem  süßen Passito um einen Dessertwein mit 14–15 Vol.-% Alkohol
- Sardegna Semidano Spumante: Angeboten wird auch ein Schaumwein der Qualität Spumante in den Varianten Secco (trocken), Amabile (lieblich) und Dolce (süß).

## Eigenschaften
Laut Denomination (Auszug):

### Sardegna Semidano
- Farbe: strohgelb, mit Tendenz zu goldfarbenen Reflexen
- Geruch: zart-fruchtig, charakteristisch
- Geschmack: weich, schmackhaft, frisch
- Alkoholgehalt: mindestens 11,0 Vol.-%
- Säuregehalt: mind. 4,5 g/l
- Trockenextrakt: mind. 15,0 g/l